# Kamp Vaihingen
Kamp Vaihingen (Duitsː KZ-Außenlager Vaihingen) was een bijkamp van het concentratiekamp Natzweiler-Struthof. Het werd in augustus 1944 opgericht en heeft bestaan tot 16 april 1945. De bewoners van Vaihingen noemden het kamp Wiesengrund.

## Werkkamp
Het kamp werd opgericht als werkkamp. De eerste commandant was Friedrich Berlinghof, hij werd opgevolgd door Wilhelm Lautenschlager. Het kamp bestond uit vier barakken. In totaal hebben ongeveer 5.000 mensen in dit kamp gezeten.
In een ondergrondse fabriek zouden onderdelen van de Messerschmitt-vliegtuigen worden gebouwd. Hierbij zou ook gebruik worden gemaakt van de bestaande mijnen. Dit plan had de codenaam Stoffel. Op 9 augustus 1944 werden 2189 Poolse Joden van concentratiekamp Auschwitz overgebracht naar Kamp Vaihingen. Zij waren afkomstig uit een kamp in Radom (Polen) en werden in Auschwitz speciaal geselecteerd omdat zij nog sterk genoeg waren om arbeid te verrichten. Onderweg werden zij gewassen en ontluisd. Op 11 augustus kwamen zij in Vaihingen aan; twee mannen waren onderweg overleden. De dwangarbeiders moesten in de mijnen en afgravingen werken. Op verzoek van de burgemeester werden 24 mannen tewerkgesteld voor de bouw van schuilkelders.

## SS-hospitaal
Vanaf oktober 1944 werd het kamp verbouwd tot SS-hospitaal. Zieke gevangenen uit kampen in de omgeving werden naar Vaihingen gebracht, maar werden daar nauwelijks verzorgd. Er werd toen ook een vijfde barak gebouwd. De gevangenen werden in andere kampen tewerkgesteld. De zieken hadden twintig verschillende nationaliteiten. Het eerste ziekentransport kwam op 10 november aan. In totaal waren er 25 transporten die 2.442 zeer zieke gevangenen naar Vaihingen brachten tussen november 1944 en maart 1945.
In januari 1945 brak in het kamp tyfus uit. Er vielen veel slachtoffers. In april moest het kamp ontruimd worden. De 515 gevangenen die nog konden lopen gingen per trein naar concentratiekamp Dachau.

## Bevrijding
Op 7 april werd het kamp door Franse troepen bevrijd. Er bleken nog ongeveer 650 gevangen aanwezig te zijn. Op 9 en 10 april werden de Franse, Nederlandse en Belgische gevangenen geëvacueerd en naar Speyer gebracht, en op 13 april werden de Polen, Russen en Duitsers naar Neuenbürg gebracht. Allen moesten in quarantaine tot begin juni. Er waren ook nog 128 zieken die niet meer vervoerd konden worden. Zij werden opgenomen in een ziekenhuis in Vaihingen. De 84 die daar overleden, werden op de lokale begraafplaats begraven. Op 16 april was het kamp leeg en werden de barakken in brand gestoken.

## Begraafplaats
In dit kamp kwamen ongeveer 1700 mensen om. De massagraven zijn na de oorlog gevonden. Lang niet alle slachtoffers konden worden geïdentificeerd, 1267 anonieme slachtoffers zijn herbegraven op de begraafplaats, die in 1958 bij het kamp aangelegd werd om de slachtoffers een laatste rustplaats te geven. Ruim 230 slachtoffers werden naar hun eigen land teruggebracht.
Alfabetisch op naam.  Indien een kamp meerdere rollen had, staat het in de "hoogste" groep.
Zie ook: Lijst van naziconcentratiekampen · Jappenkampen in Nederlands-Indië · Lijst van jappenkampen